# (11528) Mie
(11528) Mie (1991 XH) – planetoida z pasa głównego asteroid okrążająca Słońce w ciągu 4,23 lat w średniej odległości 2,61 j.a. Odkryta 3 grudnia 1991 roku.